# Stadtteilschule Rissen
Die Stadtteilschule Rissen (Abkürzung STS Rissen) ist eine 2011 gegründete Stadtteilschule im Hamburger Stadtteil Rissen.

## Geschichte
Mit der Hamburger Schulreform wurden ab dem Schuljahr 2010/2011 alle Hauptschulen, Realschulen und Gesamtschulen in Hamburg abgeschafft, und durch Stadtteilschulen ersetzt. Vierjährige Grundschule und zwölfjähriges Gymnasium blieben erhalten, ersteres nach Ablehnung der sechsjährigen Primarschule in einem Volksentscheid. Im Zuge dieser Reform wurde die nahegelegene Haupt- und Realschule Iserbarg zu einer reinen Grundschule umgewandelt. Der Haupt- und Realschulteil der Schule Iserbarg ging in die Stadtteilschule Rissen ein.
Nach Planungen seit März 2011 wurde die „Stadtteilschule in Rissen“ im August 2011 als Ausgründung der Stadtteilschule Blankenese gebildet und teilte sich zunächst die Räumlichkeiten mit dem Gymnasium Rissen, was z. T. auch für Unmut und Kritik sorgte. Mit dem Schulentwicklungsplan 2012 wurde die Stadtteilschule zum 1. August 2012 selbständig: Aus der STS in Rissen wurde die STS Rissen. Im Zuge dessen wurde beschlossen, die Gebäude der Stadtteilschule auf dem Gelände des Gymnasiums zu errichten: ein Neubau für Verwaltung, Unter- und Oberstufe, eine gemeinsame neue Mensa und ein Ganztagesbereich.
Da die Räume im Gymnasium bald nicht mehr ausreichend für die stetig wachsende Stadtteilschule waren, fand der Unterricht zunehmend in Containerklassenzimmern statt, die jedes Schuljahr aufgestockt wurden. Im Mai 2015 begannen schließlich die Arbeiten an den neuen Gebäuden, die im Januar 2017 eingeweiht wurden. Mittlerweile sind Stadtteilschule und Gymnasium sehr um Kooperation und gute Nachbarschaft bemüht und teilen sich den Schulcampus Rissen.
2015 wurde das Schülerfirmenprojekt der STS Rissen als eine von zehn Schulen und Bildungsprojekten mit dem Hamburger Bildungspreis von Haspa und Abendblatt ausgezeichnet, 2016 erreichte dasselbe Schulprojekt einen 3. Platz beim Schulpreis der Hamburger Wirtschaft der Handelskammer.
2018 verabschiedete die STS Rissen ihren ersten Abiturienten-Jahrgang.

## Lage und Architektur

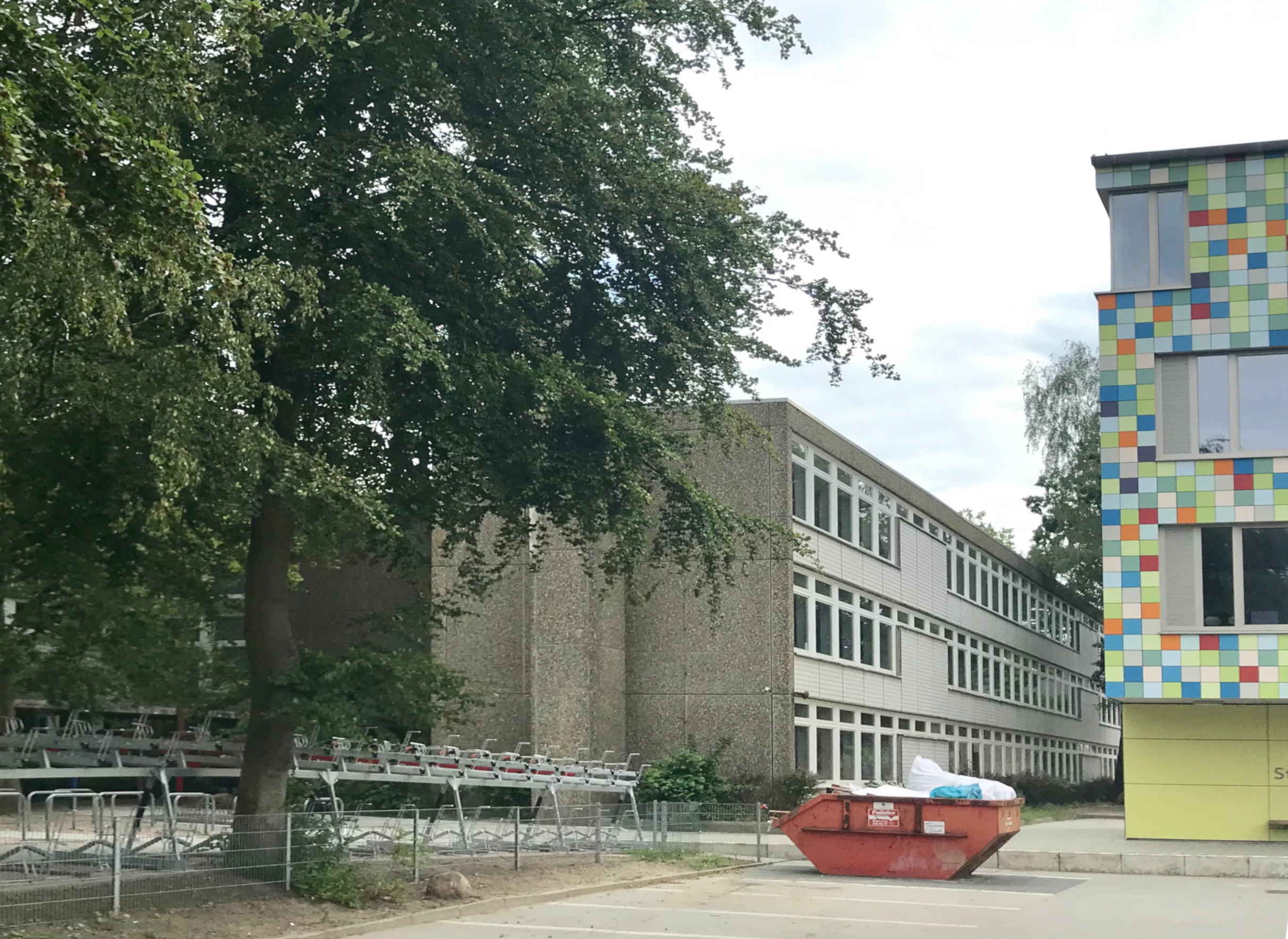
H-Gebäude, rechts das L-Gebäude

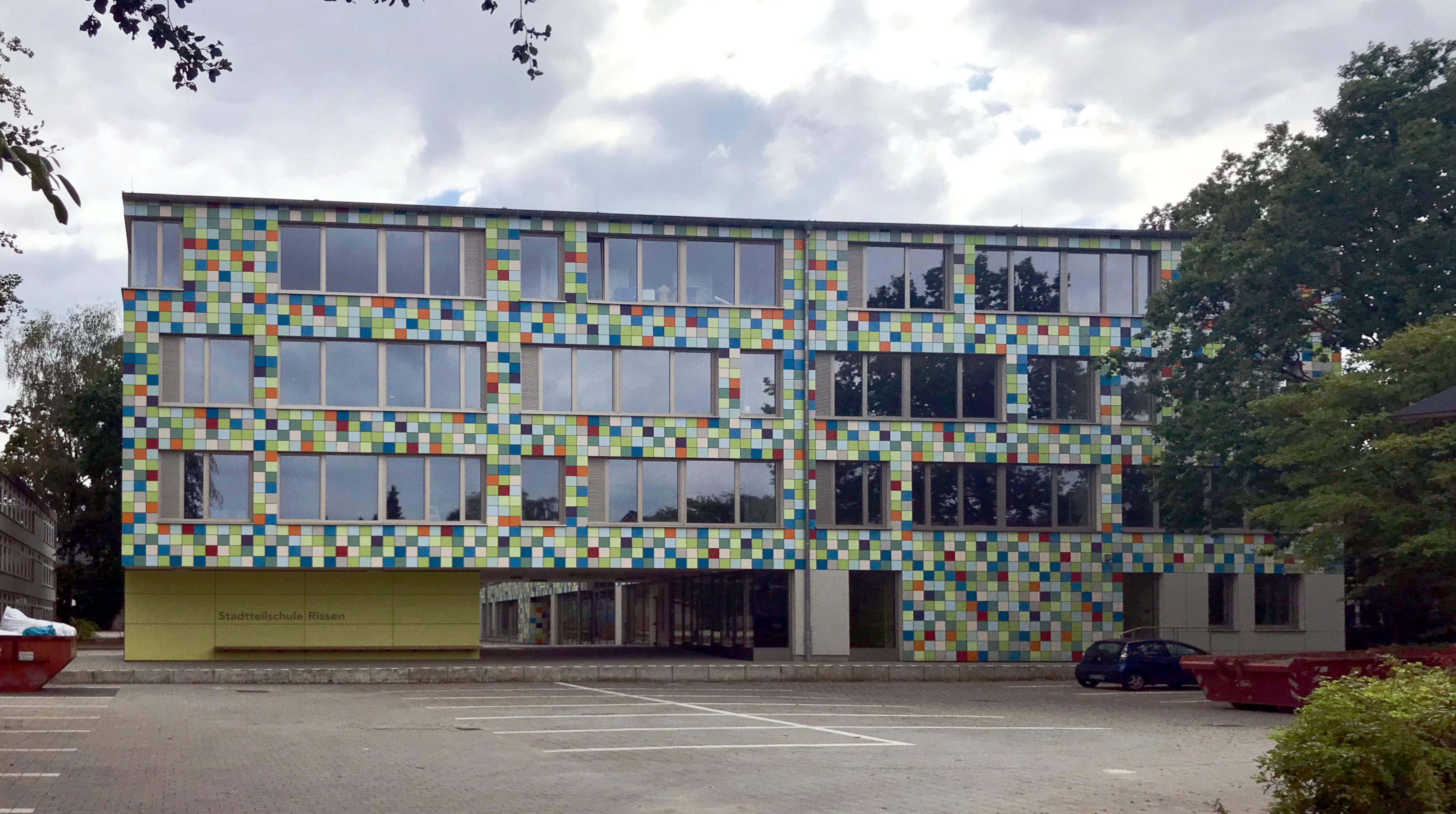
L-Gebäude, Neubau von 2017

Die Stadtteilschule nutzt den „Schulcampus Rissen“ (Voßhagen 15) gemeinsam mit dem Gymnasium Rissen, das dort seit 1971 ansässig ist. Der gemeinsame Campus ist ungefähr 28.000 m² groß, und liegt mittig zwischen Tinsdaler Heideweg im Süden und Bundesstraße 431 im Norden. Die unmittelbare Umgebung des Schulcampus ist durch Einfamilienhäuser, Kleingartenanlagen und aufgelockerte Blockbebauung aus den 1960er Jahren gekennzeichnet.
Die vor Gründung der Stadtteilschule für das Gymnasium errichteten Bestandsgebäude wurden 1971 eingeweiht und 1976 baulich erweitert. Es handelt sich dabei um Typenbauten nach Entwürfen des Hamburger Hochbauamtes, insbesondere vom Typ-68 (Doppel-H). Von 2011 bis 2013 wurde das Fachklassengebäude einer Grundinstandsetzung mit einem Budget von einer halben Million Euro unterzogen. Die Bestandsbauten besitzen durchgängig Flachdächer und sind in schlichten Weiß-, Grau- und Beigetönen gehalten.
Für den Aufbau einer dreizügigen Stadtteilschule und die Ermöglichung des Ganztagsbetriebs in Stadtteilschule wie Gymnasium wurden neue Räume benötigt. Das erforderliche Raumvolumen wurde auf zwei Neubauten verteilt, um eine stimmiges Verhältnis zwischen der Größe der Neubauten und den maximal dreistöckigen Bestandsbauten zu erreichen. Das neugebaute L-Gebäude (Lerngebäude / L-förmiger Grundriss) am Westrand des Schulgeländes hat vier Stockwerke. Das zweistöckige Mensagebäude an der Ostseite des Schulgeländes beinhaltet auch eine Aula und wird von beiden Schulen genutzt. Im Gegensatz zu allen anderen Gebäuden am Standort hat die Mensa kein Flachdach, sondern zwei zueinander gegenläufige Pultdächer. Die Fassaden der Neubauten sind mit farbigen Fliesen kaleidoskopartig gestaltet. Das L-Gebäude fungiert als Hauptgebäude der Stadtteilschule. Das L-Gebäude wurde 2017 eingeweiht, und ist barrierefrei gestaltet, d. h., es verfügt über Rampen, einen Aufzug und barrierefreie Toiletten.
Während Verwaltung, Unter- und Oberstufe im L-Gebäude untergebracht sind, befindet sich die Mittelstufe der Stadtteilschule im H-Gebäude, dessen andere Hälfte vom Gymnasium Rissen genutzt wird. Auch das F-Gebäude mit Fachräumen für Chemie, Physik, Biologie und Theater wird von beiden Schulen genutzt, wie auch die Sport- und Außenanlagen. Aufgrund der raschen Vergrößerung der Schule und Erweiterung von drei auf vier Klassenzüge sind mit Stand 2020 Klassenzimmer in Behelfscontainern untergebracht, die eigentlich nur während der Um- und Neubauphase provisorisch errichtet wurden.

## Schulprofil
Die Schule ist seit 2019 vierzügig (vorher dreizügig) gegliedert und umfasst die Klassen 5–13. Mögliche Abschlüsse sind der (erweiterte) ESA, der MSA und das (Fach-)Abitur. Der Unterricht ist überwiegend in Doppelstunden organisiert.
Mit der Anmeldung zur fünften Klasse wählen die zukünftigen SchülerInnen ein Unterstufen-Profil: Kunst, Musik oder Theater. Das Profilfach wird dann in Jahrgang 5 und 6 vierstündig unterrichtet. Am Ende der sechsten Klasse wählen die Schüler und Schülerinnen ein anderes Fach aus der Trias. Die Klasse bleibt bis einschließlich Klassenstufe 8 zusammen.
In der Oberstufe wurden 2019/20 drei Profile angeboten:
- Profilgebend: Sport und PGW mit Begleitfächern Pädagogik und Seminar
- Profilgebend: Geschichte mit Begleitfächern Theater, Bildende Kunst und Seminar
- Profilgebend: Biologie und PGW mit Begleitfächern Philosophie und Seminar

Haupteinzugsbereich der Stadtteilschule waren 2017/18 Rissen und Sülldorf, in geringerem Maß auch Iserbrook und Osdorf. Bei der Erhebung des Sozialindex für Hamburger Schulen 2011 wurde für die Stadtteilschule Rissen auf einer Skala von 1 (nachteilige Voraussetzungen der Schülerschaft, höchster Förderbedarf) bis 6 (beste Voraussetzungen, kein Förderbedarf) ein Sozialindex von 4 errechnet. Im Schuljahr 2016/17 hatten etwa 25 % der Schüler einen Migrationshintergrund, deutlich unter dem Durchschnitt der Hamburger Stadtteilschulen.

## Außerschulische Aktivitäten
Unter dem Motto „Sinnvolles tun und unter einfachen Bedingungen leben“ unternehmen die Schüler in Jahrgang 8 sogenannte Herausforderungstouren, die bis zu zwei Wochen dauern können und die Kinder physisch und psychisch aus ihrer Komfortzone und an ihre Grenzen bringen sollen. Darüber hinaus sollen die Klassengemeinschaft gestärkt und den Schülern durch ungewöhnliche praxisnahe und handlungsorientierte Tätigkeiten und Anforderungen Erfolgserlebnisse ermöglicht werden, die ihnen ein regulärer Schulalltag nicht bieten kann. Beispiele für bisherige Herausforderungstouren sind mehrwöchige Radtouren, Renovierungen, Ausgrabungen, Aufforstungs- und Umweltprojekte.
In den Jahrgängen 9/10 entscheiden sich die Schüler für die Tätigkeit in einem von vier Start-Ups (z. B. Event, Catering, Garten- und Landschaftsbau, Produktion, Druck&Design, Medientechnik). Hierbei stehen die Förderung von eigenverantwortlichem und selbstständigem Lernen in fachübergreifenden Zusammenhängen und die Berufsorientierung im Vordergrund. Darüber hinaus sollen die Start-ups außenwirksam werden, d. h. die Schüler erhalten die Möglichkeit, sich in außerschulischen Zusammenhängen zu beweisen. Die Start-Ups werden als eigenständige Firmen geführt, müssen über ihre Geschäfte Rechenschaft ablegen und darüber Buch führen, für ihre Produkte und Dienstleistungen Werbestrategien entwickeln und sich selbst finanzieren und möglichst auch Gewinne erwirtschaften. Das Start-Up-Model der STS Rissen wurde 2015 mit dem Hamburger Bildungspreis ausgezeichnet.
Die nahegelegene Streuobstwiese wurde von der Schule gepachtet und diente in der Vergangenheit bereits als Ausgangs- und Produktionsort für schuleigenen Apfelsaft, Honig und Kräuteranbau. Das Arbeiten auf der Wiese ist in das schulinterne Curriculum integriert – so entstand ein schulnaher Ort zum praktischen Lernen. V.a. die Naturwissenschaften und das Start-Up Garten- und Landschaftsbau nutzen das Gelände. Durch das schnelle Wachstum der Schule wird die Wiese aber vermutlich einem neuen Oberstufengebäude zum Opfer fallen, das für 2024 geplant ist (Stand August 2020).
Des Weiteren befinden sich Freizeitaktivitäten für Schüler im Aufbau, beispielsweise eine AG „Schülerzeitung“.